# USS Atule (SS-403)
USS Atule (SS-403/AGSS-403) là một  tàu ngầm lớp Balao được Hải quân Hoa Kỳ chế tạo trong Chiến tranh Thế giới thứ hai. Nó là chiếc tàu chiến duy nhất của Hải quân Hoa Kỳ được đặt cái tên này, theo tên loài cá ngân. Nó đã phục vụ trong giai đoạn sau của Thế Chiến II, thực hiện được bốn chuyến tuần tra và đánh chìm sáu tàu Nhật Bản, bao gồm một tàu khu trục cũ, với tổng tải trọng 33.379 tấn. Sau khi xung đột kết thúc, nó tiếp tục hoạt động rồi được nâng cấp trong khuôn khổ Dự án GUPPY IA, và đã phục vụ trong giai đoạn Chiến tranh Lạnh cho đến năm 1970. Con tàu được chuyển giao cho Peru và hoạt động như là chiếc BAP Pacocha (SS-48) cho đến khi bị đắm do tai nạn va chạm với một tàu đánh cá vào ngày 26 tháng 8, 1988. Atule được tặng thưởng bốn Ngôi sao Chiến trận do thành tích phục vụ trong Thế Chiến II.

## Thiết kế và chế tạo
Thiết kế của lớp Balao được cải tiến dựa trên  tàu ngầm lớp Gato dẫn trước, là một kiểu tàu ngầm hạm đội có tốc độ trên mặt nước cao, tầm hoạt động xa và vũ khí mạnh để tháp tùng hạm đội chiến trận. Khác biệt chính so với lớp Gato là ở cấu trúc lườn chịu áp lực bên trong dày hơn, và sử dụng thép có độ đàn hồi cao (HTS: High-Tensile Steel), cho phép lặn sâu hơn đến 400 ft (120 m). Con tàu dài 311 ft 9 in (95,02 m) và có trọng lượng choán nước 1.526 tấn Anh (1.550 t) khi nổi và 2.424 tấn Anh (2.463 t) khi lặn. Chúng trang bị động cơ diesel dẫn động máy phát điện để cung cấp điện năng cho bốn động cơ điện, đạt được công suất 5.400 shp (4.000 kW) khi nổi và 2.740 shp (2.040 kW) khi lặn, cho phép đạt tốc độ tối đa 20,25 hải lý trên giờ (37,50 km/h) và 8,75 hải lý trên giờ (16,21 km/h) tương ứng. Tầm xa hoạt động là 11.000 hải lý (20.000 km) khi đi trên mặt nước ở tốc độ 10 hải lý trên giờ (19 km/h) và có thể hoạt động kéo dài đến 75 ngày.
Tương tự như lớp Gato dẫn trước, lớp Balao được trang bị mười ống phóng ngư lôi 21 in (530 mm), gồm sáu ống trước mũi và bốn ống phía phía đuôi tàu, chúng mang theo tối đa 24 quả ngư lôi. Vũ khí trên boong tàu gồm một hải pháo 4 inch/50 caliber, một khẩu pháo phòng không Bofors 40 mm nòng đơn và một khẩu đội Oerlikon 20 mm nòng đôi, kèm theo hai súng máy .50 caliber. Trên tháp chỉ huy, ngoài hai kính tiềm vọng, nó còn trang bị ăn-ten radar SD phòng không và SJ dò tìm mặt biển. Tiện nghi cho thủy thủ đoàn bao gồm điều hòa không khí, thực phẩm trữ lạnh, máy lọc nước, máy giặt và giường ngủ cho hầu hết mọi người, giúp họ chịu đựng cái nóng nhiệt đới tại Thái Bình Dương cùng những chuyến tuần tra kéo dài đến hai tháng rưỡi.
Atule được đặt lườn tại Xưởng hải quân Portsmouth ở Kittery, Maine vào ngày 25 tháng 11, 1943. Nó được hạ thủy vào ngày 6 tháng 3, 1944, được đỡ đầu bởi cô Elizabeth Louise Kauffman, con gái Chuẩn đô đốc James L. Kauffman, và được cho nhập biên chế cùng Hải quân Hoa Kỳ vào ngày 21 tháng 6, 1944 dưới quyền chỉ huy của Hạm trưởng, Trung tá Hải quân John Howard Maurer.

## Lịch sử hoạt động

### 1944
Sau khi hoàn tất việc chạy thử máy huấn luyện tại vùng biển ngoài khơi New England, Atule khởi hành từ Căn cứ Tàu ngầm Hải quân New London để hướng sang khu vực Thái Bình Dương. Sau chặng dừng 15 ngày để huấn luyện tại Key West, Florida, nó băng qua kênh đào Panama và cùng tàu ngầm Jallao (SS-368) hướng đến quần đảo Hawaii và đi đến Trân Châu Cảng. Con tàu được sửa chữa và huấn luyện cho đến tháng 10.

#### Chuyến tuần tra thứ nhất
Rời Trân Châu Cảng vào ngày 9 tháng 10 cho chuyến tuần tra đầu tiên trong chiến tranh, Atule hoạt động trong thành phần một đội tấn công phối hợp ("Bầy sói") biệt danh "Clarey's Crushers", vốn bao gồm các tàu ngầm Pintado và Jallao, và dưới quyền chỉ huy chung của Trung tá Bernard Clarey, hạm trưởng Pintado. "Bầy sói" đi đến Tanapag Harbor, Saipan vào ngày 21 tháng 10 để tiếp thêm nhiên liệu, rồi lên đường vào ngày hôm sau. Đơn vị lập chiến công đầu vào ngày 25 tháng 10, khi Jallao đánh chìm tàu tuần dương hạng nhẹ Tama, vốn đã bị hư hại sau Trận chiến ngoài khơi mũi Engaño. Các tàu ngầm dành thêm hai ngày truy lùng phần còn lại của hạm đội Nhật Bản rút lui sau trận Hải chiến vịnh Leyte, rồi hướng đến khu vực tuần tra tại eo biển Luzon và biển Đông.
Sau nữa đêm ngày 1 tháng 11, trong eo biển Ba Sĩ với hoàn cảnh mưa giông và biển động, Atule phát hiện qua radar một tàu vận tải được các tàu vũ trang hộ tống. Nó tấn công với hai đợt phóng ngư lôi, và bốn quả trúng đích đã khiến tàu biển chở hành khách Asama Maru (16.975 tấn) đắm lúc 04 giờ 46 phút tại tọa độ 20°17′B 117°08′Đ / 20,283°B 117,133°Đ; 98 thủy thủ, 21 pháo thủ cùng 355 hành khách đã thiệt mạng cùng con tàu. Các tàu hộ tống đã phản công với chín quả mìn sâu được thả xuống nhưng không thể gây hư hại cho chiếc tàu ngầm. Sau đó "Bầy sói" tiếp tục tuần tra trong biển Đông trên tuyến hàng hải giữa Hong Kong và Manila. Khi Jallao phát hiện một đoàn tàu 5 chiếc di chuyển nhanh ở tốc độ 20 kn (37 km/h) vào ngày 3 tháng 11, Atule không thể tiếp cận để tấn công, nhưng Pintado đã kịp phóng ngư lôi nhắm vào một mục tiêu mà nó cho là một tàu chở dầu lớn, nhưng tàu khu trục Akikaze đã lọt vào giữa đường đi quả ngư lôi nên nổ tung và đắm.
Trong biển Đông về phía Tây Nam Cao Hùng, Đài Loan, sau nữa đêm ngày 20 tháng 11, Atule phát hiện qua radar một mục tiêu di chuyển chậm nhưng bị che khuất bởi mưa giông. Đến 05 giờ 00 hình dáng mục tiêu nổi bật trên nền trời, nên chiếc tàu ngầm phóng một loạt bốn quả ngư lôi tấn công, và một quả trúng kích đã khiến Tàu quét mìn số 38 (630 tấn) bị đắm chỉ trong vòng ba phút tại tọa độ 21°21′B 119°45′Đ / 21,35°B 119,75°Đ. Đến ngày 24 tháng 11, trong eo biển Luzon khoảng 100 mi (160 km) về phía Bắc mũi Engaño, nó phát hiện qua kính tiềm vọng một tàu vận tải được ba tàu vũ trang hộ tống di chuyển về phía Nam hướng đến đảo Sabtang. Chiếc tàu ngầm trồi lên mặt nước và đi đến vị trí tấn công, nó phóng sáu quả ngư lôi phía mũi và thêm hai quả ngư lôi phía đuôi vào các mục tiêu chồng lấp, đánh trúng hai mục tiêu với hai quả ngư lôi trúng đích mỗi chiếc, khiến Tàu tuần tra số 38 (800 tấn), nguyên là tàu khu trục cũ Yomogi, nổ tung và chìm ngay với tổn thất nhân mạng toàn bộ. Tàu vận tải Manju Maru (7.266 tấn) sau đó đắm lúc 05 giờ 16 phút tại cùng tọa độ 20°14′B 121°40′Đ / 20,233°B 121,667°Đ; 24 thủy thủ và khoảng 700 binh lính trên tàu đã thiệt mạng.
Vào ngày 27 tháng 11, Atule phát hiện qua radar một tàu thả neo tại vùng biển giữa các đảo Dequey và Ivuhos; chiếc tàu ngầm tiếp cận từ phía Bắc đảo Dequey và từ khoảng cách 2.000 yd (1.800 m) đã phóng một loạt bốn quả ngư lôi khiến mục tiêu nổ tung và đắm hơn một giờ sau đó. Tuy nhiên tài liệu thu được từ phía Nhật Bản sau chiến tranh không thể xác nhận chiến công này. Nó rút lui khỏi khu vực tuần tra vào ngày 28 tháng 11, về đến căn cứ Majuro tại quần đảo Marshall vào ngày 11 tháng 12, nơi nó được bảo trì cặp bên mạn tàu tiếp liệu tàu ngầm Bushnell (AS-15). Nó cũng thực hành huấn luyện phối hợp tác chiến cùng các tàu ngầm Spadefish (SS-411), Pompon (SS-267) và Jallao.

### 1945

#### Chuyến tuần tra thứ hai
Khởi hành vào ngày 6 tháng 1, 1945 cho chuyến tuần tra thứ hai, Atule hoạt động trong thành phần "Bầy sói" "Underwood's Urchins" vốn bao gồm các tàu ngầm Spadefish, Pompon và Jallao, do Trung tá Jải quân Gordon W. Underwood, hạm trưởng Spadefish chỉ huy. Nó được tiếp nhiên liệu cặp bên mạn tàu tiếp liệu tàu ngầm Fulton tại Tanapag Harbor, Saipan, rồi hoạt động tìm kiếm và giải cứu trước khi cùng các tàu ngầm Spadefish, Bang (SS-385) và Devilfish (SS-292) tiếp tục đi sang khu vực tuần tra tại biển Hoàng Hải. Vào xế chiều ngày 24 tháng 1, nó phát hiện một mục tiêu qua kính tiềm vọng lẫn khuất trong mưa giông, và theo dõi đối tượng bằng radar rồi tấn công bằng ngư lôi lúc trời tối, khiến tàu chở hàng Taiman Maru Number 1 (6.888 tấn) vỡ làm đôi và đắm tại tọa độ 36°47′B 123°59′Đ / 36,783°B 123,983°Đ
Atule tiếp tục tuần tra khu vực phía Bắc Hoàng Hải, rồi tại vùng biển giữa Trung Quốc và bán đảo Triều Tiên. Nó bắt gặp mục tiêu vào ngày 28 tháng 1, nhưng không thể tấn công ở vùng nước nông và sự xuất hiện của tàu tuần tra đối phương. Chiếc tàu ngầm đã phá hủy 23 quả thủy lôi trôi nổi trên biển trước khi rời khu vực vào ngày 22 tháng 2 để quay về Tanapag Harbor, Saipan, nơi nó được bảo trì cặp bên mạn tàu tiếp liệu tàu ngầm Fulton vào ngày 28 tháng 2, rồi tiếp tục đi đến căn cứ Midway vào ngày 7 tháng 3, nơi con tàu được sửa chữa cặp bên mạn tàu tiếp liệu tàu ngầm Pelias (AS-14).

#### Chuyến tuần tra thứ ba
Khởi hành từ Midway vào ngày 2 tháng 4, Atule hướng đến Apra Harbor, Guam. Sau một ngày tiếp nhiên liệu cặp bên mạn tàu tiếp liệu tàu ngầm Holland (AS-3), nó lên đường vào ngày 12 tháng 4 cho chuyến tuần tra thứ ba tại eo biển Bungo, nơi tàu ngầm Gato (SS-212) canh phòng lối ra vào phía Đông và Atule ở phía Tây. Phần lớn thời gian chuyến tuần tra được dành cho nhiệm vụ tìm kiếm và giải cứu và phá hủy thủy lôi. Nó bắt gặp một tàu ngầm đối phương vào ngày 4 tháng 5, nhưng không thể tiếp cận mục tiêu, rồi sang ngày hôm sau đã chỉ điểm cho một máy bay ném bom B-29 Superfortress đối đầu hai máy bay đối phương. Một máy bay Nhật Bản bị bắn rơi, và chiếc tàu ngầm đã cứu vớt viên phi công bị bỏng nặng. Chuyến tuần tra kết thúc tại Trân Châu Cảng vào ngày 30 tháng 5, nơi nó được bảo trì cặp bên mạn tàu tiếp liệu tàu ngầm Euryale (AS-22) trong ba tuần.

#### Chuyến tuần tra thứ tư
Trong chuyến tuần tra cuối cùng trong chiến tranh, Atule xuất phát từ Trân Châu Cảng vào ngày 3 tháng 7, đi đến khu vực hoạt động  tìm kiếm và giải cứu tại quần đảo Nanpō, và sau đó đến khu vực phía Đông đảo Honshū để phối hợp hoạt động cùng Gato và Archerfish (SS-311). Vào ngày 12 tháng 8, tại khu vực ngoài khơi đảo Hokkaido, nó bắt gặp hai mục tiêu di chuyển dọc bờ biển nhưng không thể tấn công do ở vùng nước nông và tầm nhìn kém. Di chuyển đến khu vực ngoài khơi Urakawa, lúc 01 giờ 00 ngày hôm sau, nó tấn công với loạt sáu quả ngư lôi vào hai mục tiêu chồng lấp, khiến Tàu phòng vệ duyên hải số 6 (800 tấn) nổ tung và đắm ở vị trí giữa mũi Erimo và Muroman, tại tọa độ 42°16′B 142°12′Đ / 42,267°B 142,2°Đ; toàn bộ 196 thành viên thủy thủ đoàn trên tàu đều thiệt mạng. Mục tiêu thứ hai, Tàu phòng vệ duyên hải số 16, cũng trúng ngư lôi và bị hư hại nhưng biến mất khỏi màn hình radar chiếc tàu ngầm và thoát được. Hai ngày sau đó Nhật Bản chấp nhận đầu hàng giúp chấm dứt vĩnh viễn cuộc xung đột, nên chiếc tàu ngầm lên đường quay trở về Trân Châu Cảng, đến nơi vào ngày 25 tháng 8. Nó lên đường vào ngày 30 tháng 8 để đi sang vùng bờ Đông, đến New London, Connecticut ngang qua kênh đào Panama.

### 1946 - 1947
Tại Căn cứ Tàu ngầm Hải quân New London, Atule được điều về Hải đội Tàu ngầm 2 và tham gia hoạt động huấn luyện cho Trường Tàu ngầm Hạm đội tại đây. Con tàu tham gia những lễ hội nhân ngày Hải quân tại Washington, D.C., trước khi đi đến Xưởng hải quân Portsmouth tại Maine, nơi nó được đại tu cho đến ngày 3 tháng 2, 1946. Nó khởi hành vào ngày 4 tháng 7, đi đến vùng biển Bắc Cực lạnh giá để tham gia vào Chiến dịch Nanook, hỗ trợ xây dựng các trạm quan trắc thời tiết tại khu vực này và giúp phát triển chiến thuật hoạt động tàu ngầm tại vùng cực. Cùng với các tàu hải quân Norton Sound (AV-11), Whitewood (AN-63), Alcona (AK-157), Beltrami (AK-162) và tàu  tuần duyên USCGC Northwind (WAG-282), nó đã vận chuyển nhân sự và tiếp liệu, trinh sát thời tiết, huấn luyện và thu thập thông tin thời tiết tại vùng cực. Trong một chuyến đi, con tàu đã đi đến 79 độ 11 phút vĩ độ Bắc, một kỷ lục đối với Hải quân Hoa Kỳ. Rời Thule, Greenland vào ngày 29 tháng 7, nó có chặng dừng tại Halifax, Nova Scotia trước khi về đến New London vào cuối tháng 8.
Đi đến Philadelphia, Pennsylvania vào ngày 27 tháng 2, 1947, Atule được đại tu để chuẩn bị ngừng hoạt động. Nó được cho xuất biên chế vào ngày 8 tháng 9, 1947, và được đưa về Hạm đội Dự bị Đại Tây Dương, neo đậu tại New London.

### 1951 - 1970
Sau khi Chiến tranh Triều Tiên nổ ra vào tháng 6, 1950, Atule được huy động trở lại và kéo đến Xưởng hải quân Portsmouth tại Kittery, Maine, nơi nó được tái kích hoạt đồng thời hiện đại hóa trong khuôn khổ Chương trình Công suất đẩy dưới nước lớn hơn (GUPPY IA). Với một tháp chỉ huy suôn thẳng hơn và trang bị ống hơi cho phép sử dụng động cơ diesel ở độ sâu kính tiềm vọng, con tàu được cải thiện đáng kể tốc độ lặn dưới nước và tầm xa hoạt động. Nó được cho nhập biên chế trở lại vào ngày 8 tháng 3, 1951, và gia nhập Hải đội Tàu ngầm 8 tại New London.
Atule thực hiện chuyến đi chạy thử máy tại vùng biển Caribe, rồi tham gia các đợt thực hành cùng hạm đội và Khối NATO tại Đại Tây Dương. Vào ngày 9 tháng 2, 1952, nó rời New London cho một lượt phục vụ tại Địa Trung Hải, đồng thời tham gia cuộc tập trận Grand Slam của Khối NATO. Trong chuyến đi này, nó đã viếng thăm Gibraltar, Malta và Marseille, Pháp trước khi quay trở về Hoa Kỳ vào ngày 29 tháng 3. Sau một giai đoạn huấn luyện và chuẩn bị, chiếc tàu ngầm lại tham gia cuộc tập trận LANTSUBEX I từ ngày 15 tháng 9 đến ngày 11 tháng 10. Trong chuyến đi này, nó chịu đựng sóng to và gió giật lên đến 100 kn (190 km/h) do cơn bão Charlie; chiếc tàu ngầm bị nghiêng đến 60 độ, khiến sĩ quan trực cầu tàu và một trinh sát viên bị sóng cuốn xuống biển. Được giữ lại nhờ dây đai bảo hộ nên cả hai đã trèo được trở lại tàu.
Sau đó Atule được đại tu tại Xưởng hải quân Portsmouth từ ngày 19 tháng 11. Khi hoàn tất, nó rời xưởng tàu vào ngày 4 tháng 4, 1953. Trong cuộc tập trận LANTSUBEX II vào tháng 10, trong bối cảnh biển động mạnh, nó gặp tai nạn hỏa hoạn và bị mất điện trong suốt sáu giờ. Nó quay trở về New London vào ngày 27 tháng 10 để sửa chữa, và quay trở lại hoạt động từ tháng 1, 1954. Con tàu đi sang St. Thomas, quần đảo Virgin để tham gia cuộc tập trận Springboard hàng năm, và quay trở về trong tháng 2.
Atule tiếp tục hoạt động huấn luyện từ căn cứ New London, và từng có chuyến đi đến Fort Lauderdale, Florida trong hai tuần để phục vụ cùng cơ sở thử nghiệm của Phòng thí nghiệm Đạn dược Hải quân. Đến tháng 2, 1955, nó đi vào Xưởng hải quân Philadelphia cho một đợt đại tu, kéo dài cho đến tháng 8. Sang tháng 7, 1957, chiếc tàu ngầm đi sang Địa Trung Hải để hoạt động cùng Đệ Lục hạm đội cho đến tháng 10. Con tàu lại có một đợt đại tu tại Xưởng hải quân Philadelphia vào tháng 1, 1958, rồi lên đường vào tháng 7 để đi sang Key West, Florida, nơi nó gia nhập Hải đội Tàu ngầm 12.
Vào mùa Thu năm 1958, Atule phục vụ cùng Lực lượng Phát triển Tác chiến, hỗ trợ cho việc phát triển và đánh giá những kỹ thuật và thiết bị tàu ngầm mới. Nó cũng phục vụ như mục tiêu cho hoạt động huấn luyện chống ngầm của các hạm tàu nổi. Đến tháng 4, 1959, con tàu tham gia đợt tập trận cùng Hạm đội Đại Tây Dương trước khi quay lại các hoạt động tại chỗ. Đến tháng 7, 1960, Chiếc tàu ngầm đi sang Địa Trung Hải để huấn luyện cùng lực lượng NATO cho đến tháng 10, và khi quay trở về Hoa Kỳ, nó đi vào Xưởng hải quân Charleston cho một đợt đại tu kéo dài sáu tháng. Khi hoàn tất công việc trong xưởng tàu vào tháng 4, 1961, nó trải qua một năm rưỡi tiếp theo luân phiên hoạt động tại Key West, Florida và Căn cứ Hải quân vịnh Guantánamo, Cuba, hỗ trợ cho hoạt động huấn luyện chống tàu ngầm của lực lượng tàu khu trục.
Đến tháng 10, 1963, Atule đi vào Xưởng hải quân Norfolk cho một đợt đại tu kéo dài cho đến tháng 2, 1964. Sau khi hoàn tất, nó quay trở lại Key West, Florida và hoạt động từ cảng nhà này cho đến tháng 7, khi nó lên đường đi sang Địa Trung Hải để hoạt động cùng Đệ Lục hạm đội. Chiếc tàu ngầm quay trở về Hoa Kỳ vào tháng 11.
Vào tháng 8, 1965, Atule xuất phát từ Port of Spain, Trinidad để cùng các tàu chiến Hoa Kỳ khác tiến hành Chiến dịch Unitas VI, một chuyến viếng thăm thiện chí, khi nó đi vòng quanh lục địa Nam Mỹ với mục đích củng cố sự hợp tác giữa hải quân các nước Hoa Kỳ và Nam Mỹ. Chiếc tàu ngầm đã thực hành huấn luyện cùng hải quân các nước Venezuela, Colombia, Ecuador, Peru và Chile, khi nó băng qua kênh đào Panama và đi dọc bờ biển Thái Bình Dương của Nam Mỹ. Nó băng qua eo biển Magellan để đi đến Punta Arenas, Chile, thành phố cực Nam của Nam Mỹ; rồi trong hành trình hướng lên phía Bắc dọc bờ Đại Tây Dương, nó tiếp tục viếng thăm Puerto Belgrano, Mar del Plata, Rio de Janeiro và San Salvador trước khi Chiến dịch Unitas VI kết thúc tại Trinidad vào ngày 1 tháng 12. Con tàu về đến Key West, Florida vào ngày 6 tháng 12.
Atule lại trải qua một đợt đại tu tại Xưởng hải quân Charleston, bắt đầu từ ngày 5 tháng 7, 1966 và kết thúc vào ngày 26 tháng 1, 1967. Sau đó nó phục vụ cùng Trường Sĩ quan Chỉ huy Tiềm năng và Đội Huấn luyện Hạm đội tại Căn cứ Hải quân vịnh Guantánamo. Đến tháng 2, 1968, nó đi sang khu vực vịnh Mexico và đi đến New Orleans, Louisiana để huấn luyện cho sĩ quan dự bị đồng thời tham gia lễ hội New Orleans Mardi Gras, rồi quay trở về Key West, Florida ngang qua St. Petersburg, Florida.
Chiếc tàu ngầm lên đường vào ngày 1 tháng 10, 1968 cho chuyến đi cuối cùng sang Địa Trung Hải, và hoạt động cùng Đệ Lục hạm đội trong gần bốn tháng. Khi quay trở về Hoa Kỳ vào ngày 3 tháng 2, 1969, nó hoạt động tại chỗ cho đến ngày 29 tháng 8, khi nó rời Key West để đi đến Philadelphia, nơi nó được đưa về thành phần dự bị từ ngày 15 tháng 9. Được xếp lại lớp như một "tàu ngầm phụ trợ" với ký hiệu lườn AGSS-403 từ ngày 1 tháng 10, 1969, nó được cho xuất biên chế vào ngày 6 tháng 4, 1970, rồi rút tên khỏi danh sách Đăng bạ Hải quân từ ngày 15 tháng 8, 1973. Con tàu được bán cho Peru vào tháng 7, 1974.

### BAPPacocha(SS-48)
Chiếc tàu ngầm tiếp tục phục vụ cùng Hải quân Peru như là chiếc BAP Pacocha (SS-48) cho đến ngày 26 tháng 8, 1988, khi nó đắm do tai nạn va chạm với tàu đánh cá Nhật Bản Kiowa Maru ở vị trí khoảng 3 mi (4,8 km) ngoài khơi cảng Callao, cách thủ đô Lima 8 mi (13 km). Bốn thành viên thủy thủ đoàn, bao gồm hạm trưởng Daniel Nieva Rodriguez, đã thiệt mạng do tai nạn.
Hải quân Peru thành công trong việc trục vớt con tàu vào ngày 23 tháng 7, 1989. Sau khi phục vụ cho việc điều tra sự cố húc và đắm tàu, xác tàu được tháo dỡ để làm nguồn phụ tùng cho các tàu ngầm còn lại của Peru.

## Phần thưởng
Atule được tặng thưởng bốn Ngôi sao Chiến trận do thành tích phục vụ trong Thế Chiến II. Nó được ghi công đã đánh chìm sáu tàu Nhật Bản, bao gồm một tàu khu trục cũ, với tổng tải trọng 33.379 tấn.
|                                                       |  |  |
| Bronze star · Bronze star · Bronze star · Bronze star |  |  |

| Dãi băng Hoạt động Tác chiến                                            | Dãi băng Hoạt động Tác chiến         | Huân chương Chiến dịch Hoa Kỳ        | Huân chương Chiến dịch Hoa Kỳ           |
| Huân chương Chiến dịch Châu Á-Thái Bình Dương với 4 Ngôi sao Chiến trận | Huân chương Chiến thắng Thế Chiến II | Huân chương Chiến thắng Thế Chiến II | Huân chương Phục vụ Chiếm đóng Hải quân |